# Repnica
Repnica (barica, barbareja; lat. Barbarea), rod jednogodišnjih i dvogodišnjih biljaka i trajnica iz poroodice Brassicaceae smješten u tribus Cardamineae.
Između 27 i 29 vrsta rasprostranjeno je po gotovo cijeloj Euroaziji i Sjevernoj Americi. U Hrvatskoj rastu 4 vrste lirasta barica (B. bracteosa), stegnuta barica (B. stricta), ranocvjetna (B. verna) i obična barica (B. vulgaris)

## Vrste
1. Barbarea arabica Velen.
2. Barbarea auriculata Hausskn. & Bornm. ex Bornm.
3. Barbarea australis Hook.f.
4. Barbarea balcana Pančić
5. Barbarea bosniaca Murb.
6. Barbarea brachycarpa Boiss.
7. Barbarea bracteosa Guss.
8. Barbarea conferta Boiss. & Heldr.
9. Barbarea grandiflora N.Busch
10. Barbarea grayi Hewson
11. Barbarea hongii Al-Shehbaz & G.Yang
12. Barbarea integrifolia DC.
13. Barbarea intermedia Boreau
14. Barbarea ketzkhovelii Mardal.
15. Barbarea longirostris Velen.
16. Barbarea lutea Coode & Cullen
17. Barbarea macrocarpa (Boiss.) Al-Shehbaz & Jacquemoud
18. Barbarea orthoceras Ledeb.
19. Barbarea plantaginea DC.
20. Barbarea platycarpa Hausskn. ex Bornm.
21. Barbarea rupicola Moris
22. Barbarea sicula C.Presl
23. Barbarea stricta Andrz. ex Besser
24. Barbarea taiwaniana Ohwi
25. Barbarea trichopoda Hausskn. & Bornm. ex Bornm.
26. Barbarea verna (Mill.) Asch.
27. Barbarea vulgaris (L.) W.T.Aiton